# مونا سینگ
مونا سینگ (انگلیسی: Mona Singh)؛ (زادهٔ ۸ اکتبر ۱۹۸۱) بازیگر، رقاص، مدل، کمدین و مجری تلویزیون هندی است. اولین بار در دههٔ ۲۰۰۰ برای بازی در نقش زن قهرمان سریال هیچ‌کس مثل جاسی نیست (۲۰۰۶–۲۰۰۳) به شهرت رسید، پس از آن در چند نقش فیلم و تلویزیون ظاهر شد. سینگ، دو جایزه آکادمی تلویزیون هند را دریافت کرد.
سینگ هم چنین به خاطر حضور و موفقیت در فصل اول برنامه زندهٔ تلویزیونی یک نگاه اجمالی، و برای ایفاء نقش مونا در سریال قولت چی شد، ایفاء نقش پریت سینگ در سریال بزار عشق پیش بیاد، و نقش پاریدهی در سریال تلویزیونی حامی، شناخته شده‌است. او با ایفاء نقش مکمل در فیلم کمدی-درام سه احمق (۲۰۰۹)به کارگردانی راجکومار هیرانی، که یکی از پرفروش‌ترین فیلم‌های هندی در تمام دوران است، اولین حضور خود در فیلم را آغاز کرد.
او در مجموعه ساخته‌شده در بهشت بازی کرده‌است.

## دوران ابتدایی زندگی

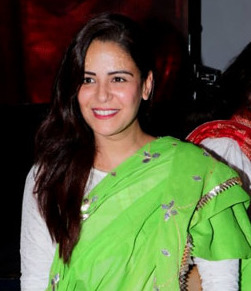
مونا سینگ در جشن جارنماشتامی

مونا سینگ در روز ۸ اکتبر ۱۹۸۱ در یک خانواده سیک در چندی‌گر به دنیا آمد.

## فیلم‌شناسی
فیلم‌ها
| سال  | عنوان             | نقش                | نکات | مرجع.       |
| ---- | ----------------- | ------------------ | ---- | ----------- |
| ۲۰۰۹ | سه احمق           | مونا               |      | [ ۳ ]       |
| ۲۰۱۱ | بادبادک را هوا کن | کوئل داتا          |      | [ ۴ ]       |
| ۲۰۱۴ | زد پلاس           | حمیده              |      | [ ۵ ] [ ۶ ] |
| ۲۰۱۹ | ماه نو            | دکتر شیوانی        |      | [ ۷ ] [ ۸ ] |
| ۲۰۲۲ | لال سینگ چادا     | گورپریت کائور چادا |      | [ ۹ ]       |

تلویزیون
داستان پردازی
| سال       | عنوان               | نقش                                     | نکات | مرجع.  |
| --------- | ------------------- | --------------------------------------- | ---- | ------ |
| ۲۰۰۶–۲۰۰۳ | هیچ‌کس مثل جاسی نیست | جاسمیت/جسیکا/نها                        |      | [ ۱۰ ] |
| ۲۰۱۳–۲۰۱۲ | قولت چی شد          | مونا پرادیپ/مونا چوپرا/مونا جاتین چوپرا |      | [ ۱۱ ] |
| ۲۰۱۶–۲۰۱۵ | بزار عشق پیش بیاد   | پریت                                    |      |        |
| ۲۰۱۶      | حامی                | پاریدهی                                 |      |        |

مجموعه اینترنتی
| سال  | نام مجموعه           | نقش          | مرجع.  |
| ---- | -------------------- | ------------ | ------ |
| ۲۰۱۸ | خانواده من           | مومی/پوروا   | [ ۱۲ ] |
| ۲۰۱۹ | مأموریت بر فراز مریخ | موشمی گوش    |        |
| ۲۰۲۰ | بیوه‌های سیاه         | ویرا مهروترا | [ ۱۳ ] |

## جوایز و کاندید شده‌ها
| سال  | جایزه                     | بخش                                   | نام فیلم            | دستاورد |
| ---- | ------------------------- | ------------------------------------- | ------------------- | ------- |
| ۲۰۰۳ | جوایز اپسرا               | بهترین بازیگر سریال درام              | هیچ‌کس مثل جاسی نیست | پیروز   |
| ۲۰۰۳ | جوایز اپسرا               | اولین بازی چشمگیر                     | هیچ‌کس مثل جاسی نیست | پیروز   |
| ۲۰۰۴ | جوایز تلی هند             | چهره تلویزیونی سال (زن)               | هیچ‌کس مثل جاسی نیست | پیروز   |
| ۲۰۰۴ | جوایز تلی هند             | بهترین بازیگر زن                      | هیچ‌کس مثل جاسی نیست | پیروز   |
| ۲۰۰۴ | جوایز آکادمی تلویزیون هند | بهترین بازیگر (محبوب)                 | هیچ‌کس مثل جاسی نیست | پیروز   |
| ۲۰۰۵ | جوایز تلی هند             | بهترین بازیگر زن                      | هیچ‌کس مثل جاسی نیست | پیروز   |
| ۲۰۰۵ | جوایز آکادمی تلویزیون هند | بهترین بازیگر زن - درام (هیئت داوران) | هیچ‌کس مثل جاسی نیست | پیروز   |